# Талдуайр
Талдуайр — вершина, административно расположена в Кош-Агачском районе Республики Алтай РФ.

## Этимология
Вершина и весь  массив, скорее всего, именуются, как это часто бывает на Алтае, по названию реки Талдуайры, берущей начало в южной части массива. От алт. Талду — имеющий тальник, с тальником; и алт. Айры — разветвление, развилка; рукав реки; Талду-Айры — букв. разветвление, развилка; рукав реки; река с тальником.

## Описание
Вершина расположена в горном массиве Талдуайр, южнее горы Сайлюгем.
На северном склоне горы присутствует оледенение, питающее истоки реки Сайлюгем. В целом ледники массива находятся на последних стадиях сокращения оледенения, когда сохраняются лишь разрозненные малые ледники на участках, прилегающих к самым высоким гребням массива. Висячие ледники находятся на грани полного исчезновения или трансформации в многолетние снежники.
С южного склона стекает река Талдуайры, с восточного склона из небольшого озера берёт начало один из левых притоков Текелю (Янтау).
Вершина расположена выше пояса растительности, склоны горы сильно заболочены, поросшие типичной тундровой растительностью, в том числе карликовой берёзой.